# Botswana International 1991
Die Botswana International 1991 im Badminton fanden Mitte 1991 in Gaborone statt.

## Finalergebnisse
| Disziplin    | Sieger                        | Finalist                        | Ergebnis   |
| ------------ | ----------------------------- | ------------------------------- | ---------- |
| Herreneinzel | Kaite Mubanga                 | Abraham Mutale                  | 15–5, 15–5 |
| Dameneinzel  | Birgit Dörrenbacher           | Acquinata Moya                  | 11–6, 11–6 |
| Herrendoppel | Kaite Mubanga Abraham Mutale  | Rogers Chilufya Chabala Malata  | 15–6, 15–9 |
| Damendoppel  | Lolly Hensman Chris Hickman   | Florence Lwando Acquinata Moya  | 15–5, 15–6 |
| Mixed        | Abraham Mutale Acquinata Moya | Peter Brown Birgit Dörrenbacher | 15–5, 15–8 |